# 명랑소녀 성공기
《명랑소녀 성공기》(明朗少女成功記)는 2002년 3월 13일부터 2002년 5월 2일까지 방영된 SBS 드라마 스페셜이다. 본 작품의 경우 마지막 날 방송 대본이 이틀 전에야 나왔고 이 과정에서 주인공 장나라가 군대 간다는 설정으로 황급히 마무리됐다.

## 기획 의도
사기 범죄자 부모에 내세울 것 하나 없지만, 모든 어려움을 긍정적으로 받아들이며 기죽지 않고 당차게 살아가는 소녀의 모습을 통해 새로운 희망의 메시지를 전한다.

## 등장 인물

### 주요 인물
- 장나라 : 차양순 역 - 화장품 회사 사장네 가정부
- 장혁 : 한기태 역 - 화장품 회사의 기획실장
- 한다감 : 윤나희 역 - 화장품 회사 2세파의 일원
- 류수영 : 오준태 역 - 기태의 사촌동생, 화장품 회사의 2세파 일원

### 주변 인물
- 윤태영 : 송석구 역 - 화장품 회사 사장의 운전기사
- 추자현 : 송보배 역 - 양순의 절친한 친구이자 회사 동료, 석구의 동생
- 정민 : 조영찬 역 - 한기태의 친구이자 홍보팀장
- 조형기 : 양순의 아버지 역
- 박순천 : 양순의 어머니 역
- 김영옥 : 양순의 할머니 역
- 권해효 : 주수봉 역 - 화장품 회사 팀장 (두뇌 역할)
- 나한일 : 오명근 역
- 이혜숙 : 문정임 역 - 회사 사장이자 윤나희의 어머니
- 오승은 : 진주 역 - 윤나희의 친구

### 그 외 인물
- 경인선 : 나희네 가정부 역
- 이승형
- 노우진
- 고도영
- 이신재

## OST
- Love Song (조장혁)
- Love Theme (오진우)

## 수상
- 2002년 SBS 연기대상 10대 스타상 장나라
- 2002년 SBS 연기대상 최우수연기상, 10대 스타상 장혁
- 2002년 SBS 연기대상 뉴스타상 류수영
- 2002년 SBS 연기대상 뉴스타상 한다감

## 참고 사항
- 제작진은 김희선을 여주인공 1순위로 염두에 두고 섭외 요청을 했으나 CF 스케줄 등의 이유로 불발되었다. 이에 손예진을 2순위로 낙점시켰지만 영화 <연애소설> 촬영 문제로 거절하였다.[2]
- 아울러, 남자 주인공으로 낙점된 고수마저 캐스팅에 실패하자 장혁이 대신 맡았다.[2]
- 한다감은 연기가 어색하다는 시청자들의 지적이 많아 드라마 중반에 유학을 떠나는 설정으로 중도 하차할 예정이었으나, 드라마에서의 비중이 너무 커진 나머지 하차하지 않는 것으로 결정되어 마지막회까지 계속 출연했다. 한편, 그 반대로 오승은은 드라마 속 비중이 차츰 줄어들자 소속사가 더 이상 드라마에 출연시킬 이유가 없다며 결국 중도 하차를 자청하면서 드라마에서 빠지게 됐다.[3]
- 심각하고 진지한 것보다는 명랑하고 가벼운 것을 좋아하는 현 시대의 의식을 잘 짚었다는 평가를 받았으며, 청소년들에게 쉽게 친근감을 주었던 장나라가 주인공 차양순의 이미지를 효과적으로 구현하여 큰 성공을 거두었다.[4]
- 당시 평균 시청률은 32.9%를 기록하였다.
- 드라마 자체는 흥행했지만, 장나라는 2002년 SBS 연기대상에서 최우수상은커녕 뉴 스타상에 그쳤다. 게다가 장나라는 2002년 KBS 가요대상과 MBC 10대 가수 가요제에서 대상을 석권했지만, SBS 가요대전에서는 보아에 밀려 대상에 실패했다. 이 여파로 장나라는 명랑소녀 성공기 이후 SBS의 드라마에 출연한 적이 없었다가 2018년 드라마 황후의 품격에 캐스팅되어 2018 SBS 연기대상 최우수연기상을 받았고, 2024년 굿파트너에 출연해 그 해 SBS 연기대상을 석권하며 한풀이에 성공했다.